# Grande Prêmio do Brasil de 1994
Resultados do Grande Prêmio do Brasil de Fórmula 1 realizado em Interlagos em 27 de março de 1994. Primeira etapa do campeonato, nele Ayrton Senna estreou pela Williams como pole position e líder da corrida por 21 voltas, mas ao final a vitória coube ao alemão Michael Schumacher, da Benetton.

## Resumo
Na tentativa de ultrapassar Michael Schumacher após retornar dos boxes, o tricampeão roda na subida da Junção e seu carro fica parado no local, causando o abandono. Schumacher venceu com 1 volta de vantagem para o segundo colocado, Damon Hill (Williams-Renault) e para o terceiro, Jean Alesi (Ferrari).
Estreias de Heinz-Harald Frentzen, Olivier Panis, Jos Verstappen, Olivier Beretta e Roland Ratzenberger (que não se classificou) e das equipes Simtek (largou apenas com David Brabham) e Pacific (conseguiu vaga no grid com Bertrand Gachot).
Na volta 35, um acidente que envolveu Jos Verstappen, Martin Brundle, Eric Bernard e Eddie Irvine, que foi suspenso inicialmente por uma corrida, com sursis. O piloto da McLaren, que foi atingido por um pneu da Benetton do neerlandês, afirmou que não conseguia se lembrar do acidente.
A Jordan entrou com um recurso para liberar o irlandês, porém a FIA rejeitou o pedido e aumentou a punição para três provas.

## Classificação da corrida

### Treinos
| Pos.    | Nº | Piloto                | Construtor        | Q1       | Q2        | Dif.    |
| ------- | -- | --------------------- | ----------------- | -------- | --------- | ------- |
| 1       | 2  | Ayrton Senna          | Williams-Renault  | 1:16.386 | 1:15.962  | —       |
| 2       | 5  | Michael Schumacher    | Benetton-Ford     | 1:16.575 | 1:16.290  | + 0.328 |
| 3       | 27 | Jean Alesi            | Ferrari           | 1:17.772 | 1:17.385  | + 1.423 |
| 4       | 0  | Damon Hill            | Williams-Renault  | 1:18.270 | 1:17.554  | + 1.592 |
| 5       | 30 | Heinz-Harald Frentzen | Sauber-Mercedes   | 1:18.144 | 1:17.806  | + 1.844 |
| 6       | 10 | Gianni Morbidelli     | Footwork-Ford     | 1:18.970 | 1:17.866  | + 1.904 |
| 7       | 29 | Karl Wendlinger       | Sauber-Mercedes   | 1:17.982 | 1:17.927  | + 1.965 |
| 8       | 7  | Mika Häkkinen         | McLaren-Peugeot   | 1:18.122 | 1:19.576  | + 2.160 |
| 9       | 6  | Jos Verstappen        | Benetton-Ford     | 1:18.787 | 1:18.183  | + 2.221 |
| 10      | 3  | Ukyo Katayama         | Tyrrell-Yamaha    | 1:19.519 | 1:18.194  | + 2.232 |
| 11      | 9  | Christian Fittipaldi  | Footwork-Ford     | 1:18.730 | 1:18.204  | + 2.242 |
| 12      | 4  | Mark Blundell         | Tyrrell-Yamaha    | 1:19.045 | 1:18.246  | + 2.284 |
| 13      | 20 | Erik Comas            | Larrousse-Ford    | 1:18.990 | 1:18.321  | + 2.359 |
| 14      | 14 | Rubens Barrichello    | Jordan-Hart       | 1:18.759 | 1:18.414  | + 2.452 |
| 15      | 23 | Pierluigi Martini     | Minardi-Ford      | 1:18.659 | s/ tempo  | + 2.697 |
| 16      | 15 | Eddie Irvine          | Jordan-Hart       | 1:19.269 | 1:18.751  | + 2.789 |
| 17      | 28 | Gerhard Berger        | Ferrari           | 1:18.931 | 1:18.855  | + 2.893 |
| 18      | 8  | Martin Brundle        | McLaren-Peugeot   | 1:18.864 | 13:18.601 | + 2.902 |
| 19      | 26 | Olivier Panis         | Ligier-Renault    | 1:19.304 | 1:19.533  | + 3.342 |
| 20      | 25 | Eric Bernard          | Ligier-Renault    | 1:19.396 | 1:19.633  | + 3.434 |
| 21      | 12 | Johnny Herbert        | Lotus-Mugen/Honda | 1:19.798 | 1:19.483  | + 3.521 |
| 22      | 24 | Michele Alboreto      | Minardi-Ford      | 1:19.517 | s/ tempo  | + 3.555 |
| 23      | 19 | Olivier Beretta       | Larrousse-Ford    | 1:19.922 | 1:19.524  | + 3.562 |
| 24      | 11 | Pedro Lamy            | Lotus-Mugen/Honda | 1:21.029 | 1:19.975  | + 4.013 |
| 25      | 34 | Bertrand Gachot       | Pacific-Ilmor     | 1:22.495 | 1:20.729  | + 4.767 |
| 26      | 31 | David Brabham         | Simtek-Ford       | 1:22.266 | 1:21.186  | + 5.224 |
| DNQ     | 32 | Roland Ratzenberger   | Simtek-Ford       | 1:22.707 | 1:23.109  | + 6.745 |
| DNQ     | 33 | Paul Belmondo         | Pacific-Ilmor     | s/ tempo | s/ tempo  | —       |
| Fontes: |    |                       |                   |          |           |         |

### Corrida
| Pos.    | Nº | Piloto                | Construtor        | Voltas          | Tempo/Diferença | Grid            | Pontos          |
| ------- | -- | --------------------- | ----------------- | --------------- | --------------- | --------------- | --------------- |
| 1       | 5  | Michael Schumacher    | Benetton-Ford     | 71              | 1:35:38.759     | 2               | 10              |
| 2       | 0  | Damon Hill            | Williams-Renault  | 70              | + 1 volta       | 4               | 6               |
| 3       | 27 | Jean Alesi            | Ferrari           | 70              | + 1 volta       | 3               | 4               |
| 4       | 14 | Rubens Barrichello    | Jordan-Hart       | 70              | + 1 volta       | 14              | 3               |
| 5       | 3  | Ukyo Katayama         | Tyrrell-Yamaha    | 69              | + 2 voltas      | 10              | 2               |
| 6       | 29 | Karl Wendlinger       | Sauber-Mercedes   | 69              | + 2 voltas      | 7               | 1               |
| 7       | 12 | Johnny Herbert        | Lotus-Mugen/Honda | 69              | + 2 voltas      | 21              |                 |
| 8       | 23 | Pierluigi Martini     | Minardi-Ford      | 69              | + 2 voltas      | 15              |                 |
| 9       | 20 | Erik Comas            | Larrousse-Ford    | 68              | + 3 voltas      | 13              |                 |
| 10      | 11 | Pedro Lamy            | Lotus-Mugen/Honda | 68              | + 3 voltas      | 24              |                 |
| 11      | 26 | Olivier Panis         | Ligier-Renault    | 68              | + 3 voltas      | 19              |                 |
| 12      | 31 | David Brabham         | Simtek-Ford       | 67              | + 4 voltas      | 26              |                 |
| Ret     | 2  | Ayrton Senna          | Williams-Renault  | 55              | Rodada          | 1               |                 |
| Ret     | 8  | Martin Brundle        | McLaren-Peugeot   | 34              | Colisão         | 18              |                 |
| Ret     | 15 | Eddie Irvine          | Jordan-Hart       | 34              | Colisão         | 16              |                 |
| Ret     | 6  | Jos Verstappen        | Benetton-Ford     | 34              | Colisão         | 9               |                 |
| Ret     | 25 | Eric Bernard          | Ligier-Renault    | 33              | Colisão         | 20              |                 |
| Ret     | 4  | Mark Blundell         | Tyrrell-Yamaha    | 21              | Rodada          | 12              |                 |
| Ret     | 9  | Christian Fittipaldi  | Footwork-Ford     | 21              | Câmbio          | 11              |                 |
| Ret     | 30 | Heinz-Harald Frentzen | Sauber-Mercedes   | 15              | Rodada          | 5               |                 |
| Ret     | 7  | Mika Häkkinen         | McLaren-Peugeot   | 13              | Motor           | 8               |                 |
| Ret     | 24 | Michele Alboreto      | Minardi-Ford      | 7               | Motor           | 22              |                 |
| Ret     | 10 | Gianni Morbidelli     | Footwork-Ford     | 5               | Câmbio          | 6               |                 |
| Ret     | 28 | Gerhard Berger        | Ferrari           | 5               | Motor           | 17              |                 |
| Ret     | 19 | Olivier Beretta       | Larrousse-Ford    | 2               | Colisão         | 23              |                 |
| Ret     | 34 | Bertrand Gachot       | Pacific-Ilmor     | 1               | Colisão         | 25              |                 |
| DNQ     | 32 | Roland Ratzenberger   | Simtek-Ford       | Não qualificado | Não qualificado | Não qualificado | Não qualificado |
| DNQ     | 33 | Paul Belmondo         | Pacific-Ilmor     | Não qualificado | Não qualificado | Não qualificado | Não qualificado |
| Fontes: |    |                       |                   |                 |                 |                 |                 |

## Tabela do campeonato após a corrida
| Pos.    | Piloto             | Pontos |
| ------- | ------------------ | ------ |
| 1       | Michael Schumacher | 10     |
| 2       | Damon Hill         | 6      |
| 3       | Jean Alesi         | 4      |
| 4       | Rubens Barrichello | 3      |
| 5       | Ukyo Katayama      | 2      |
| Fontes: |                    |        |

| Pos.    | Construtor       | Pontos |
| ------- | ---------------- | ------ |
| 1       | Benetton-Ford    | 10     |
| 2       | Williams-Renault | 6      |
| 3       | Ferrari          | 4      |
| 4       | Jordan-Hart      | 3      |
| 5       | Tyrrell-Yamaha   | 2      |
| Fontes: |                  |        |

- Nota: Somente as primeiras cinco posições estão listadas.